# Корси (Эна)
Корси́ (фр. Corcy) — коммуна во Франции, находится в регионе Пикардия. Департамент коммуны — Эна. Входит в состав кантона Вилле-Котре. Округ коммуны — Суассон.
Код INSEE коммуны — 02216.

## Население
Население коммуны на 2010 год составляло 310 человек.
| 1962 | 1968 | 1975 | 1982 | 1990 | 1999 | 2010 |
| ---- | ---- | ---- | ---- | ---- | ---- | ---- |
| 206  | 183  | 204  | 187  | 254  | 306  | 310  |

## Экономика
В 2010 году среди 224 человек трудоспособного возраста (15—64 лет) 177 были экономически активными, 47 — неактивными (показатель активности — 79,0 %, в 1999 году было 71,2 %). Из 177 активных жителей работали 153 человека (82 мужчины и 71 женщина), безработных было 24 (13 мужчин и 11 женщин). Среди 47 неактивных 15 человек были учениками или студентами, 18 — пенсионерами, 14 были неактивными по другим причинам.